# Io accuso
Io accuso (Ich klage an) è un film del 1941, diretto da Wolfgang Liebeneiner ed interpretato da Heidemarie Hatheyer, Paul Hartmann, Mathias Wieman e Margarete Haagen.
Prodotto in collaborazione con il Reichsministerium für Volksaufklärung und Propaganda (ministero della propaganda nazista), fu presentato in concorso alla Mostra Internazionale d'Arte Cinematografica di Venezia del 1941.
Il film ha come tema l'eutanasia, ma era stato in realtà promosso da Goebbels con l'obiettivo di supportare il programma Aktion T4 (noto anche come programma eutanasia), un piano di sterminio sotto il quale molti pazienti considerati inguaribili vennero uccisi senza richiedere il loro consenso né quello delle loro famiglie. Il film è tuttora bandito in Germania.

## La trama
Una giovane donna, moglie di un brillante medico e scienziato, si ammala di sclerosi laterale amiotrofica e chiede che le sia data la morte prima che il decorrere della malattia la renda completamente paralizzata e ritardata. Il film si svolge in ambiente medico. Il Prof. Thomas Heyt è un medico che sta per trasferirsi a dirigere l'ospedale principale di Monaco e si occupa di ricerca di laboratorio sulle malattie rare. Ha sposato Hanna e proprio nella sera in cui con parenti ed amici si festeggia la prestigiosa chiamata da Monaco lei accusa i primi segni della Sclerosi Laterale Amiotrofica (il cedimento di una caviglia e poi uno strano formicolio con impotenza funzionale alla mano sinistra mentre esegue un pezzo al pianoforte).
Accanto a loro ci sono altri tre personaggi significativi, il dottor Bernhard Lang compagno di studi di Heyt, amico di famiglia e da sempre innamorato di Hanna, la governante Berta che la segue da quando è nata, il fratello di Hanna Eduard Stretter che sporgerà la denuncia di omicidio nei confronti del cognato,
Il film si compone di tre blocchi:
- le gioie iniziali con i primi segni della malattia sino alla diagnosi certa, dopo i segni inequivocabili di tipo neurologico
- il decorso con il peggioramento sintomatologico mentre Heyt cerca invano di individuare l'agente patogeno della SLA e Hanna, sempre più sofferente, vive gli alti e i bassi della ricerca fino a che, giunti in fase terminale, dopo una crisi respiratoria pesante, Heyt le somministra un beverone di morfina e la culla mentre il farmaco la fa spegnere dormendo
- il processo in cui emergono, attraverso le testimonianze di amici, parenti e colleghi del professore le stesse tematiche (etiche, religiose, giuridiche e mediche) intorno al tema della eutanasia per i malati terminali che l'abbiano esplicitamente e ripetutamente richiesta

Ci si aspetterebbe un po' di propaganda o qualche riferimento al progetto T4 e invece il nazismo non compare per nulla né nella vita dell'ambiente medico-borghese, né durante il processo (se si eccettua una sequenza con un saluto a braccio alzato che dura meno di un secondo).
Subito dopo la morte di Hanna, Bernhard sconvolto di fronte a quanto è avvenuto replica al marito “L’aveva chiesto anche a me, ma non l’ho fatto, perché l’amavo!” e il marito risponde “Io l’ho fatto perché l’amavo di più”. Bernhard si presenta al processo solo alla fine dopo aver visitato in ospedale una bambina che aveva tirato fuori dalla meningite e che è ora ridotta ad una larva senza coscienza di sé. Non poteva lasciarla morire in pace, gli dicono i genitori.
Il film finisce prima della sentenza con un appello dell'imputato (che ammette di aver soppresso la moglie) ad avere una sentenza e un invito ai giudici, che sembrano propendere che sia lui a dover decidere sulla sua condanna, di tener conto della necessità che una legge risolva il problema di chiedere di poter morire in pace.

## Produzione
Il film fu prodotto dalla Tobis-Filmkunst GmbH (Berlin).

## Distribuzione
Uscì nelle sale cinematografiche tedesche il 29 agosto 1941.

## Accoglienza
Il film fu accolto con un dibattito abbastanza partecipato, sostenuto da un vivo passaparola. In generale, si può dire che la popolazione tedesca si lasciò convincere dagli argomenti del film a favore dell'eutanasia, seppur con diffuse riserve. In particolare una resistenza talvolta piuttosto forte venne dall'ambiente religioso, e soprattutto dalla chiesa cattolica, con alcuni preti che andarono a visitare porta a porta i propri fedeli per dissuaderli dall'andare al cinema a vedere il film, mentre una minoranza di religiosi si pronunciarono invece a favore di una "eutanasia caritatevole". Non mancarono perplessità (che il tempo dimostrò fondate) sui possibili abusi che una legge sull'eutanasia avrebbe potuto sdoganare, ma le tesi a suo favore riuscirono comunque a conquistare la maggioranza dei medici, in particolare quelli più giovani.